# Streblocera cornuta
Streblocera cornuta är en stekelart som beskrevs av Chao 1964. Streblocera cornuta ingår i släktet Streblocera och familjen bracksteklar. Inga underarter finns listade i Catalogue of Life.